# Enzim conversiu de l'angiotensina
L'enzim conversiu de l'angiotensina (ECA), és una dicarbopeptidasa que conté Zn2+ a la seva molècula. L'ECA és produïda per diversos teixits corporals tan diversos com el sistema nerviós central, ronyons i pulmons.

## Història
El 1956, el doctor Leonard Skeggs, Jr (1918-2002) va aconseguir explicar el funcionament de l'ECA. Al principi se subestimà la importància d'aquest enzim per a la regulació de la pressió sanguínia. Catorze anys després del descobriment de l'enzim de conversió de l'angiotensina (1970), el farmacòleg Sergio H. Ferreira descobrí que el verí del jararacà (Bothrops jararaca) és capaç d'inhibir aquest enzim in vitro. Així mateix, amb el pentapèptids BPP5a contingut en aquest verí de serp es va aïllar un dels components efectius.

## Sistema renina-angiotensina-aldosterona
Aquest enzim actua sobre el sistema renina-angiotensina-aldosterona el qual regula l'hemodinàmica cardiovascular i el balanç d'electròlits en els líquids corporals.
La renina plasmàtica converteix l'angiotensinogen en angiotensina I, que no té cap tipus d'activitat fisiològica. A les parets internes dels vasos sanguinis (endoteli) trobats en òrgans (cor, pulmó, ronyó, vasos sanguinis, cèl·lules de múscul llis) i al plasma, l'angiotensina I és convertida posteriorment en la seva forma activa que s'ha donat a anomenar angiotensina II. Aquest pas és governat per l'enzim convertidor d'angiotensina (ECA).

## Llocs d'acció de l'ECA
Aquest enzim es troba lligat a membrana o circulant en diferents líquids corporals. L'angiotensina II és un potent agent vasoconstrictor que fa que s'elevi la resistència vascular perifèrica i, per tant augmentar la tensió arterial. Actua de manera específica sobre les arterioles, encara que també té acció sobre les vènules. En les glàndules suprarenals, l'angiotensina II estimula la secreció de l'hormona aldosterona, que treballa a nivell renal produint una reabsorció de sodi i aigua, promovent l'excreció de potassi que provoca un augment de la pressió arterial. Posteriorment, l'angiotensina II pateix una degradació a angiotensina III per acció d'enzims de nom angiotensinasas.

## Fàrmacs inhibidors de l'ECA
Els fàrmacs inhibidors de l'enzim conversiu de l'angiotensina o IECA van ser desenvolupats per a produir el bloqueig específic del sistema renina-angiotensina-aldosterona. Són medicaments antihipertensius que actuen en el punt en què passarà la transformació de l'angiotensina I a angiotensina II. Són medicaments eficaços en el tractament de la hipertensió arterial i de la insuficiència cardíaca congestiva. Els inhibidors de l'ECA, com també es coneixen a aquests medicaments, tenen un efecte vasodilatador (hipotensor) i, d'altra banda, efecte diürètic que suposa menor volum sanguini i en conseqüència menys retorn sanguini al cor, en inhibir la secreció d'aldosterona.
Dins d'aquesta sèrie de fàrmacs tenim:
- Captopril
- Enalapril
- Lisinopril